# Linha de Sintra
A Linha de Sintra é uma ligação ferroviária entre as localidades de Lisboa e Sintra, em Portugal. É uma das infraestruturas ferroviárias mais importantes da Área Metropolitana de Lisboa, garantindo as ligações do corredor Lisboa/Amadora/Sintra e servindo também, para além destes concelhos, o norte do concelho de Oeiras (Tercena e Barcarena). O caminho de ferro entre Lisboa e Sintra foi um dos primeiros a serem planeados em Portugal, embora só tenha sido inaugurado em 2 de Abril de 1887. A linha iniciava-se originalmente em Alcântara-Terra, tendo passado para a Gare do Rossio quando aquela entrou ao serviço, em Junho de 1891. A linha foi totalmente duplicada em 20 de Janeiro de 1949, e na década de 1950 foi alvo de um extenso programa de modernização, que incluiu a electrificação da via e a introdução de sistemas de sinalização sofisticados. Nos anos 90 iniciou-se outra fase de modernização da linha, com a instalação de novos equipamentos de segurança e controlo da circulação, remodelação e quadruplicação do troço de maior movimento, e introdução de novo material circulante.

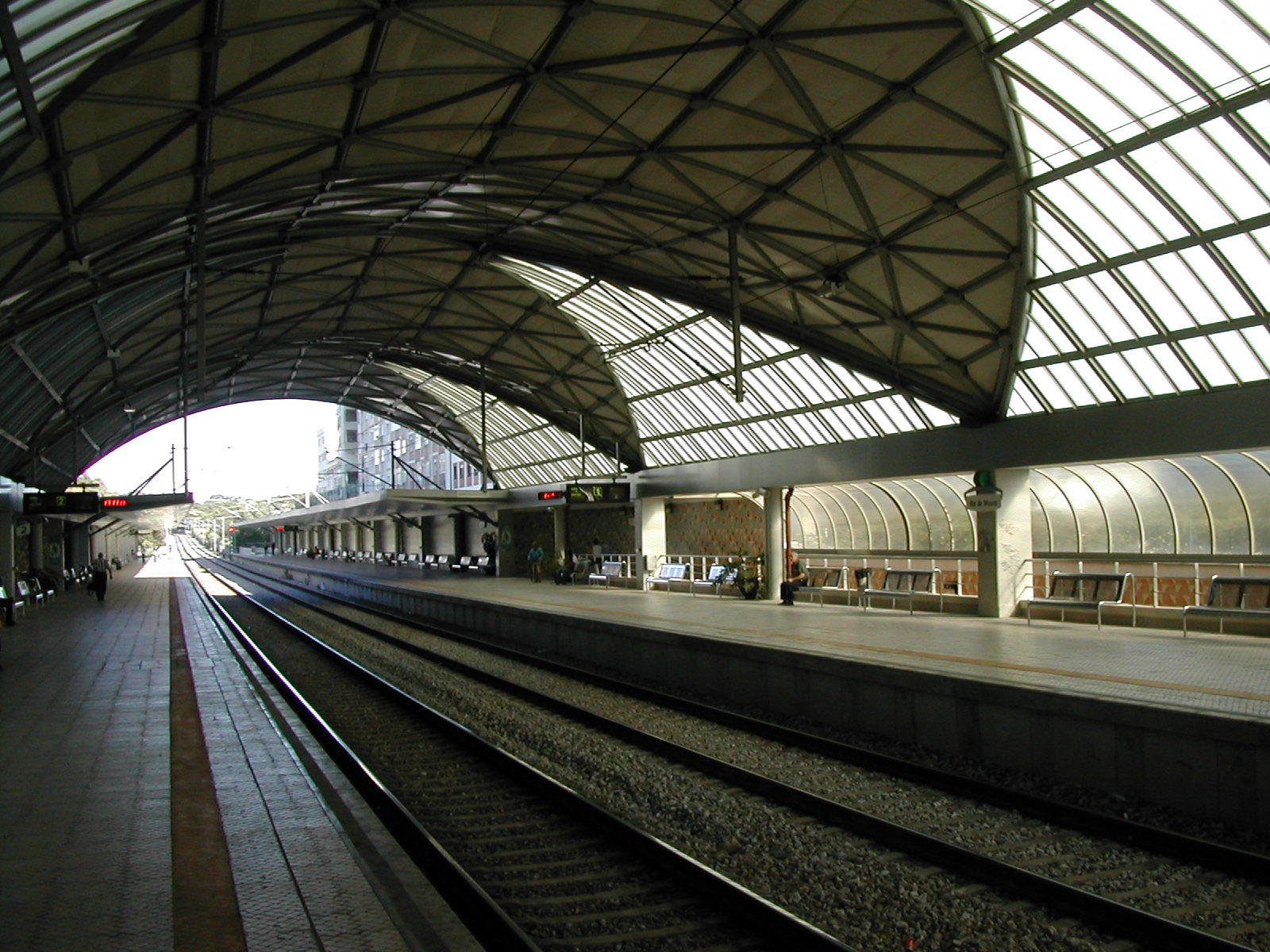
Estação de Rio de Mouro.

## Caracterização

### Descrição física

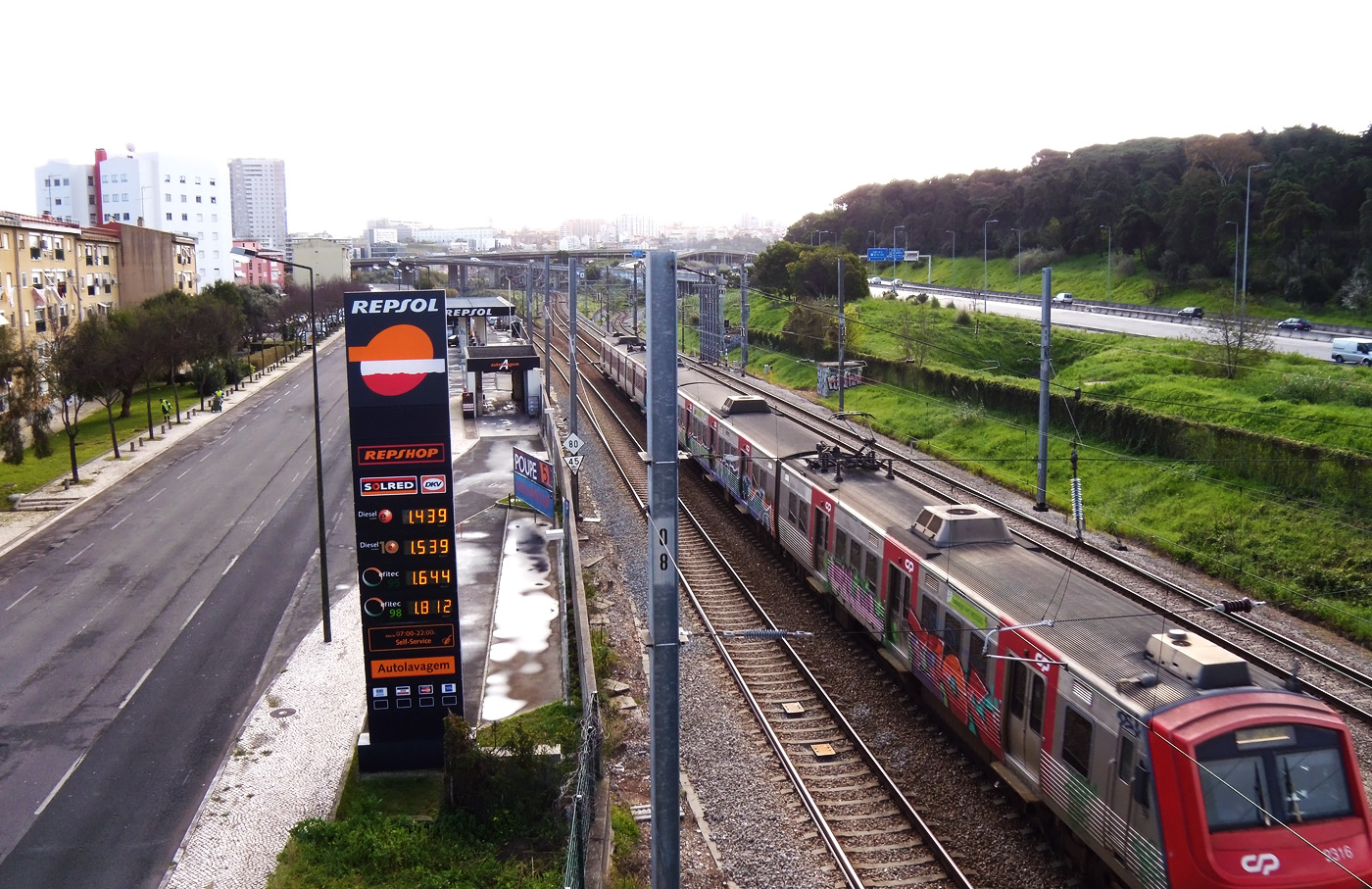
Automotoras na Linha de Sintra, em 2013

A Linha de Sintra tem cerca de 27,2 km de extensão, apresentando um grande número de estações ao longo do percurso com níveis variáveis de distância entre si, o que complica a exploração desta linha ao operador incumbente, a CP.

### Exploração comercial
Circulam nesta linha principalmente composições dos serviços suburbanos da CP Urbanos de Lisboa (famílias da “Linha de Sintra”: Rossio ⇄ Sintra, Rossio ⇄ Mira-Sintra - Meleças, Sintra ⇄ Oriente e Sintra ⇄ Alverca); no segmento Cacém-Campolide circulam também comboios regionais Lisboa (Santa Apolónia) ⇄ Caldas da Rainha, e comboios de mercadorias.
A frequência de comboios na Linha de Sintra manteve-se, até 2016, em períodos de 15 em 15 minutos mesmo dentro das horas de ponta, aos dias úteis. Com o objetivo de melhorar a frequência de comboios a esta hora devido à elevada procura, passaram a existir comboios a cada 10 minutos. Fora das horas de ponta, a frequência aumentou para 20 minutos.
Existe complementaridade de horário através da família de comboios Mira Sintra-Meleças - Lisboa Rossio (que permite alternar de/para a Linha de Cintura e captar passageiros que tenham perdido o comboio da outra família) e da família de comboios Sintra-Alverca que permite, às horas de ponta e em alguns períodos, aumentar as frequências de comboios para 5 minutos.
Aos fins de semana e feriados nacionais, a frequência de comboios é a cada 30 minutos.

### Material circulante
Entre o material circulante utilizado regularmente nesta linha, estiveram as locomotivas a vapor da Série 09 a 026 que serviam no Túnel do Rossio, e da Série 070 a 097, que rebocavam comboios tranvias Em termos de material a gasóleo, destacaram-se as locotratoras da Série 1100, que também cumpriram serviços no túnel, antes da eletrificação, e as locomotivas da Série 1300, que rebocavam serviços tranvias. Quanto ao material elétrico, também foram utilizadas as locomotivas da Série 2500 nos tranvias, que foram substituídas por automotoras. Posteriormente, foram introduzidas as automotoras da Série 2300.

## História

### Século XIX

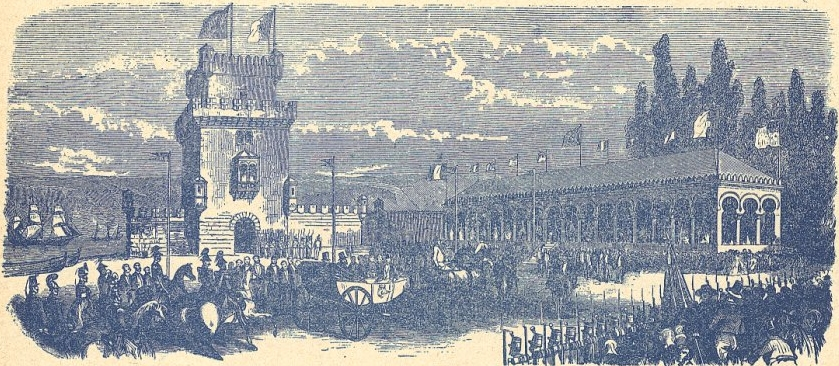
Inauguração das obras no primeiro projeto para Sintra, em 1885

#### Primeira tentativa
O primeiro projeto para a instalação de uma ligação ferroviária até Sintra foi apresentado pelo Conde Claranges Lucotte, que propôs um caminho de ferro do Forte de São Paulo até Sintra, seguindo ao longo da margem do Rio Tejo até Belém e Algés, utilizando depois o vale de Algés até Sintra. A estação terminal em Lisboa deveria ser instalada na zona do Cais do Sodré, enquanto que a estação em Sintra deveria localizar-se tão perto quanto possível do Palácio Nacional. A construção deste caminho de ferro e de outras obras na zona marginal de Lisboa foi alvo de um contrato assinado em 30 de Setembro de 1854, aprovado por uma lei de 26 de Julho de 1855. Os declives deviam ter um limite de 10 mm, enquanto que os raios das curvas estavam limitados a 300 m. A linha deveria utilizar via larga, em Bitola de 1,44 m, e os carris deveriam ter pesos superiores a 34 Kg. Nas zonas de via dupla, a distância entre as duas linhas seria de 1,80 m. A via férrea deveria ser instalada a uma altura de um metro acima do nível mais elevado das águas do Rio Tejo, sendo os aterros compostos por muros de alvenaria e enxilharia. A concessão para a exploração da linha teria a duração de 99 anos. Ficou prevista a construção de dois ramais da linha, um para Cascais e outro para Colares. O contrato para a construção da linha e de outras obras na zona marginal de Lisboa foi assinado em 30 de Setembro de 1854 e aprovado por uma lei de 26 de Julho de 1855. Nesse ano, foi realizada uma cerimónia de inauguração dos trabalhos, que incluiu a presença da família real. Para o evento, foi construído um pavilhão junto da Torre de Belém.
No entanto, e apesar de já terem sido efetuados alguns trabalhos, surgiram várias dificuldades, e em 1860 Lucotte apresentou um novo projeto para a zona do Cais do Sodré. O Conselho Superior das Obras Públicas, numa consulta de 4 de Maio desse ano, equacionou a necessidade de ampliar o Arsenal da Marinha e de regularizar a margem de acordo com o plano do caminho de ferro, que ainda não estava aprovado, devendo o cais obedecer ao plano do porto. Surgiram também conflitos com a autarquia de Lisboa acerca do aterro da Boa Vista. O contrato com Lucotte acabou por ser rescindido em 27 de Março de 1861. Um dos possíveis vestígios desta primeira tentativa foram as obras de início de abertura de um túnel, que em 1933 ainda se podiam ver acima da Linha de Cascais, no lanço entre Caxias e Cruz Quebrada. Em 1873, Claranges Lucotte, Hermano Moser e Maia Cardoso ainda apresentaram uma planta para um projeto de urbanização da margem do Tejo, incluindo uma via férrea marginal com uma estação junto da Torre de Belém. O projeto abortado de Lisboa a Sintra foi descrito por Hans Christian Andersen, na sua obra Uma Visita a Portugal em 1866:

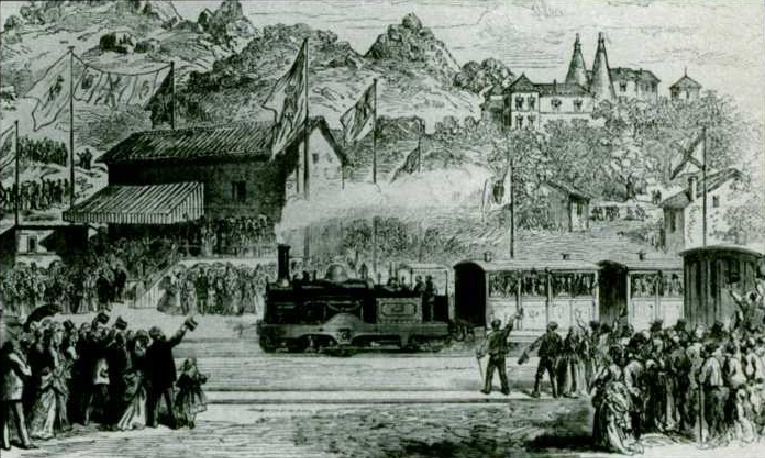
Inauguração do Larmanjat até Sintra, em 2 de Julho de 1873

| “                                                               | O caminho de ferro de Lisboa a Sintra, que nalgumas cartas já vem indicado, não está, todavia, concluído. Alguns cais de desembarque já se encontram terminados, mas a linha do caminho de ferro propriamente dita estava, se bem observei, ao completo abandono. Se se quiser ir a Sintra, há, pois, que tomar o ónibus de Lisboa ou arranjar uma carruagem, cavalo ou burro. | ” |
| — Hans Christian Andersen, Uma Visita a Portugal em 1866, p. 76 | |   |

#### Sistema Larmanjat
Em 25 de Outubro de 1869, o governo autorizou o Duque de Saldanha a construir uma ligação ferroviária sobre a estrada, em sistema Larmanjat, para ligar o Lumiar a Alcobaça; o contrato foi expandido até Sintra e Cascais em 1871, mas vários problemas provocaram o encerramento deste caminho de ferro, em 1877.

#### Planeamento
Em 1870, o engenheiro Thomé de Gamond apresentou um outro projeto, com 45 quilómetros, que se iniciava no Embarcadouro de Leste, em Lisboa, e terminava em Colares, passando em frente à Praça do Comércio, e por Belém, Caxias, Paço de Arcos, Oleiros, São Julião, Murtal, Estoril, Cascais, Alcabideche, e Sintra.
Em Janeiro de 1880, foi debatido um contrato no parlamento, assinado no mesmo mês com a Companhia Real dos Caminhos de Ferro Portugueses, para a construção de uma linha entre a Santa Apolónia e Pombal, passando pelo Vale de Chelas e pelas localidades de Torres Vedras, Caldas da Rainha, São Martinho e Marinha Grande; o governo apoiaria este projeto, com uma garantia de juro de 6% sobre a exploração. No entanto, esta proposta foi cancelada devido à queda do governo, pelo que a Companhia apresentou um novo plano ao parlamento, que consistia em dois grupos de linhas; o primeiro agrupamento era composto por uma ligação entre Alcântara e Torres Vedras, com ramais para Sintra e Merceana, enquanto que o segundo grupo continuava a linha até à Figueira da Foz e Alfarelos.

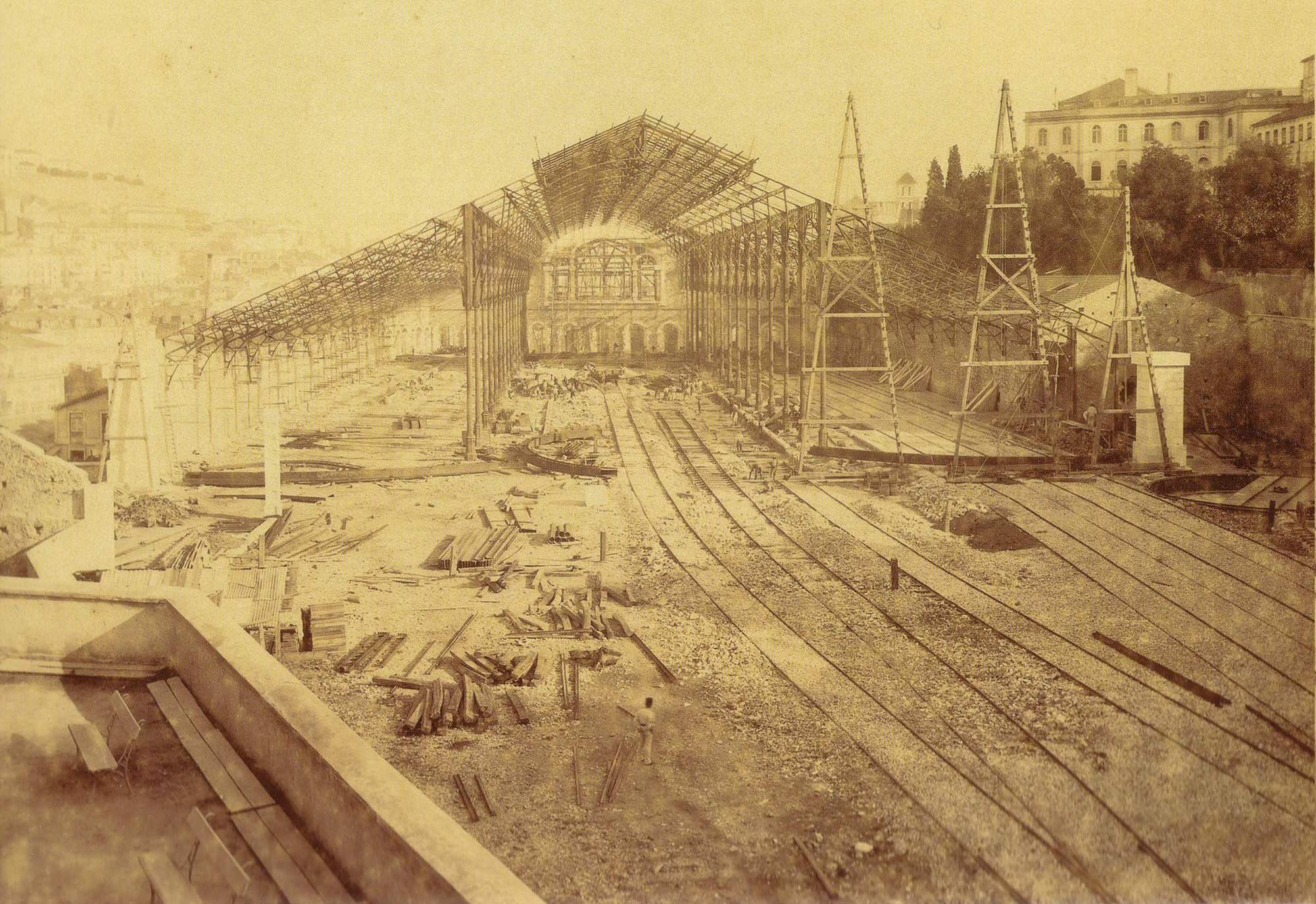
Obras de construção da Estação do Rossio, em 1886.

#### Construção e inauguração
O governo estipulou que a construção do primeiro grupo de linhas seria contratado com a empresa Henry Burnay & Co., enquanto que as restantes ligações ficariam a cargo da Companhia Real. No entanto, a Companhia Real discordou da decisão, e em 9 de Maio de 1883 chegou a acordo com a casa Burnay, para assumir a construção do primeiro grupo, tendo o respetivo trespasse sido oficialmente pedido em 15 de Maio de 1885, e autorizado por um despacho ministerial de 28 de Julho, com uma garantia de juro de 5%. A Linha de Sintra deveria sair da Gare do Rossio e passar por Campolide. Também se planeou desde logo a instalação de um ramal do Cacém a Caxias, que teria cerca de 7 km de comprimento e que seria de fácil construção. Caso tivesse sido feito, este ramal teria melhorado as ligações entre as duas linhas, que foram dificultadas pela presença do túnel de Alcântara, e permitido a eletrificação das duas linhas em simultâneo quando a Linha de Cascais foi adaptada à tração elétrica na Década de 1920, ficando com uma estação em comum às duas linhas no Cais do Sodré.
A construção fez-se a bom ritmo, respeitando os trâmites administrativos firmados com o governo, tendo a ligação entre as Estações de Alcântara-Terra e Sintra sido estabelecida em 2 de Abril de 1887; a via entre Campolide e Agualva-Cacém foi duplicada em 1895.
Um alvará de 7 de Julho de 1886 concedeu à Companhia Real o direito para construir uma via férrea que ligasse Xabregas, no Caminho de Ferro de Leste, a Benfica, na Linha do Oeste; outro alvará, de 9 de Abril do ano seguinte, autorizou a Companhia Real a construir e explorar uma linha de cariz urbano, em via dupla, que ligasse a Linha do Oeste a uma interface no centro de Lisboa, para passageiros e mercadorias. Um terceiro alvará, datado de de 23 de Julho, autorizou a Companhia a construir dois ramais na futura Linha de Cintura, de forma a ligar à Estação Central de Lisboa (posteriormente Estação do Rossio).
Em 2 de Abril de 1887 foi inaugurado o trajeto Alcântara-Sintra — 23 km com onze estações e três apeadeiros. Circularam sete comboios no dia da inauguração, transportando mais de mil pessoas. A cerimónia contou com ornamentação ao longo da via, foguetes e filarmónicas, atraindo grande adesão popular, relatando-se mesmo a rotura no aprovisionamento das casas de pasto situadas junto a algumas estações.
Entretanto, em Junho de 1888 já se tinham iniciado os trabalhos na via férrea urbana até ao Rossio. Os estudos geológicos para o túnel foram efetuados pelo professor Paul Choffat, e, em Abril de 1889, o túnel estava completamente perfurado, e a Estação Central já se encontrava construída; a primeira composição atravessou o túnel em Maio de 1889, mas só em Maio de 1891 é que foi efetuada a inauguração oficial, e em Junho seguinte deu-se a abertura à exploração.

Brito Camacho na Estação Ferroviária de Amadora, em 1911.

### Século XX

#### Décadas de 1900 e 1910
Em 1 de Julho de 1901, a Companhia Real iniciou um novo sistema horário na Linha de Sintra, muito mais intenso do que o anterior, e que teve um grande sucesso, aumentando consideravelmente as receitas da linha.
Em 1904, a Companhia Real fez várias experiências com automotoras a vapor na Linha de Sintra, que tiveram algum êxito, sendo depois transferidas para outras linhas.
Durante a Primeira Guerra Mundial, não obstante os vários problemas operacionais provocados por este conflito, verifica-se um aumento considerável no tráfego urbano em Portugal, especialmente na Linha de Sintra.

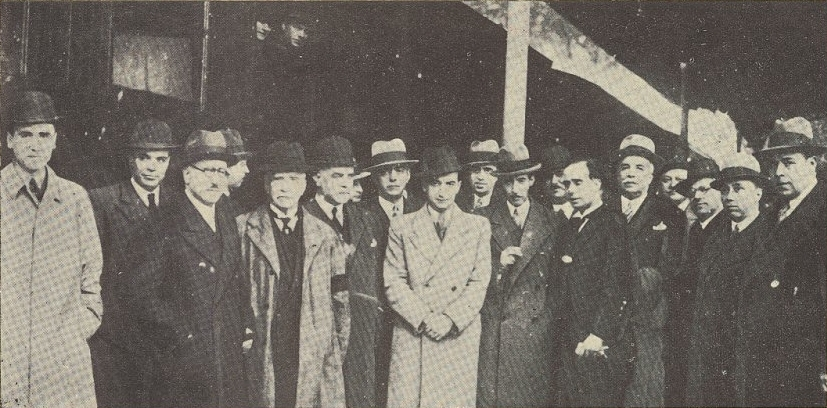
O Ministro Joaquim Abranches e outros convidados na estação de Sintra em 1936, durante a viagem experimental da carruagem da Empresa Rádio Caminhos de Ferro.

#### Décadas de 1920 e de 1930

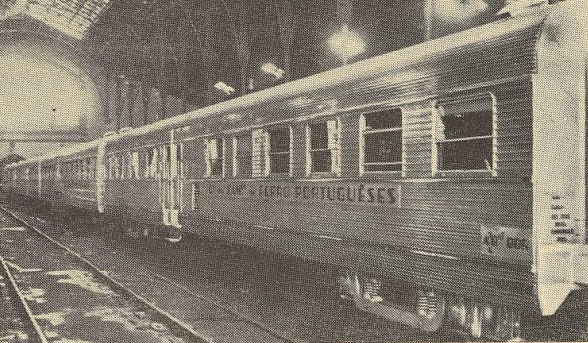
Exposição das carruagens Budd na Gare do Rossio, em 1940

Em 1928, iniciou-se o concurso das estações floridas, que tinha como objetivo era melhorar o especto da linha de Sintra, através da atribuição de prémios às estações, apeadeiros, passagens de nível e postos de agulheiro que tivessem os jardins melhor cuidados, entre Campolide e Sintra. Embora a ideia fosse novidade em Portugal, já era praticada há vários anos no estrangeiro, tendo sido trazida do Reino Unido por Albert Loweth, cidadão inglês residente em Sintra e adepto da floricultura, que lançou esta iniciativa com o patrocínio do jornal O Século e o apoio das autarquias de Lisboa e Sintra, da Companhia dos Caminhos de Ferro Portugueses, da Comissão de Iniciativa de Sintra, e dos Srs. Wenceslau A. Sarmento e Raul Rego Correia Freire Manoel Torres de Aboim, delegado da Sociedade Nacional de Belas Artes. Para o concurso, foi criada uma comissão que percorria a linha uma vez por ano. Em 1932, a vencedora foi a Estação Ferroviária de Queluz-Belas. Posteriormente, esta iniciativa foi alargada a todo o país, com o apoio da Companhia dos Caminhos de Ferro Portugueses e do Secretariado de Propaganda Nacional. Em 1934, iniciou-se um novo regulamento do concurso, que melhorou os prémios, tendo a estação de Sintra recebido o primeiro prémio nesse ano. Em 1935, a companhia substituiu a Passagem Inferior da Amadora.
No Relatório de 1931-1932 da Direção Geral de Caminhos de Ferro, foi feita uma descrição de todos os lanços de caminhos de ferro explorados pelas empresas ferroviárias, com a linha de Sintra a aparecer de forma dividida: o Ramal de Sintra, com 9,829 km, unia o Cacém a Sintra, o lanço de Cacém a Campolide pertencia à Linha de Lisboa a Torres Vedras, e a ligação de Campolide ao Rossio tinha denominação própria, como Linha Urbana de Lisboa.
Em 1 de Agosto de 1939, a Gazeta dos Caminhos de Ferro noticiou que a Companhia dos Caminhos de Ferro Portugueses já tinha concluído a construção de um pontão em cimento ao PK 3+650 da Linha de Cintura, junto a Campolide, e que tinha como objetivo permitir que o plano da Linha de Sintra fosse baixado em cerca de 7 m. Esta obra foi dirigida por Diogo da Costa e Rodrigues Costa, e levou ao encerramento temporário da circulação ferroviária.

#### Década de 1940
A via foi duplicada no troço entre Mercês e Agualva-Cacém em 17 de Outubro de 1948. Em 1 de Novembro de 1948, a Gazeta relatou que a companhia já tinha iniciado as obras para a segunda via entre o Cacém e Sintra, tendo já sido perfurado o segundo túnel junto da estação de Sintra, as terraplanagens estavam quase concluídas, e tinha sido ampliada a passagem inferior do Cacém. Naquela altura, previa-se que a duplicação estaria pronta até Sintra nos finais do mês de Novembro, mas no entanto só em 20 de Janeiro de 1949 é que foi inaugurada a via dupla até Sintra. A duplicação da via férrea, em conjunto com a introdução de novo material circulante, iria permitir novos e melhores horários, que iriam beneficiar bastante as populações servidas pela Linha de Sintra.

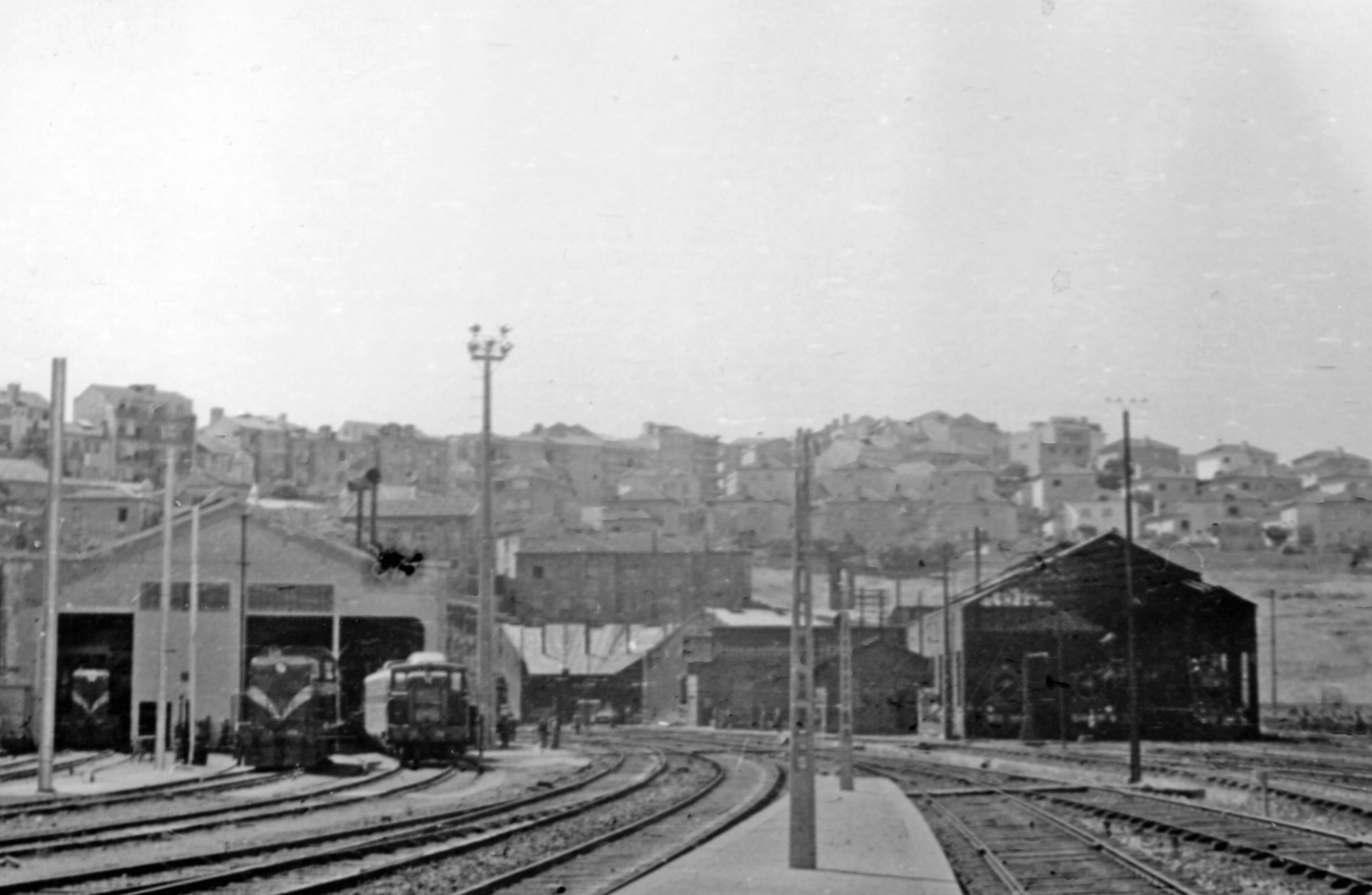
Estação Ferroviária de Campolide em 1956.

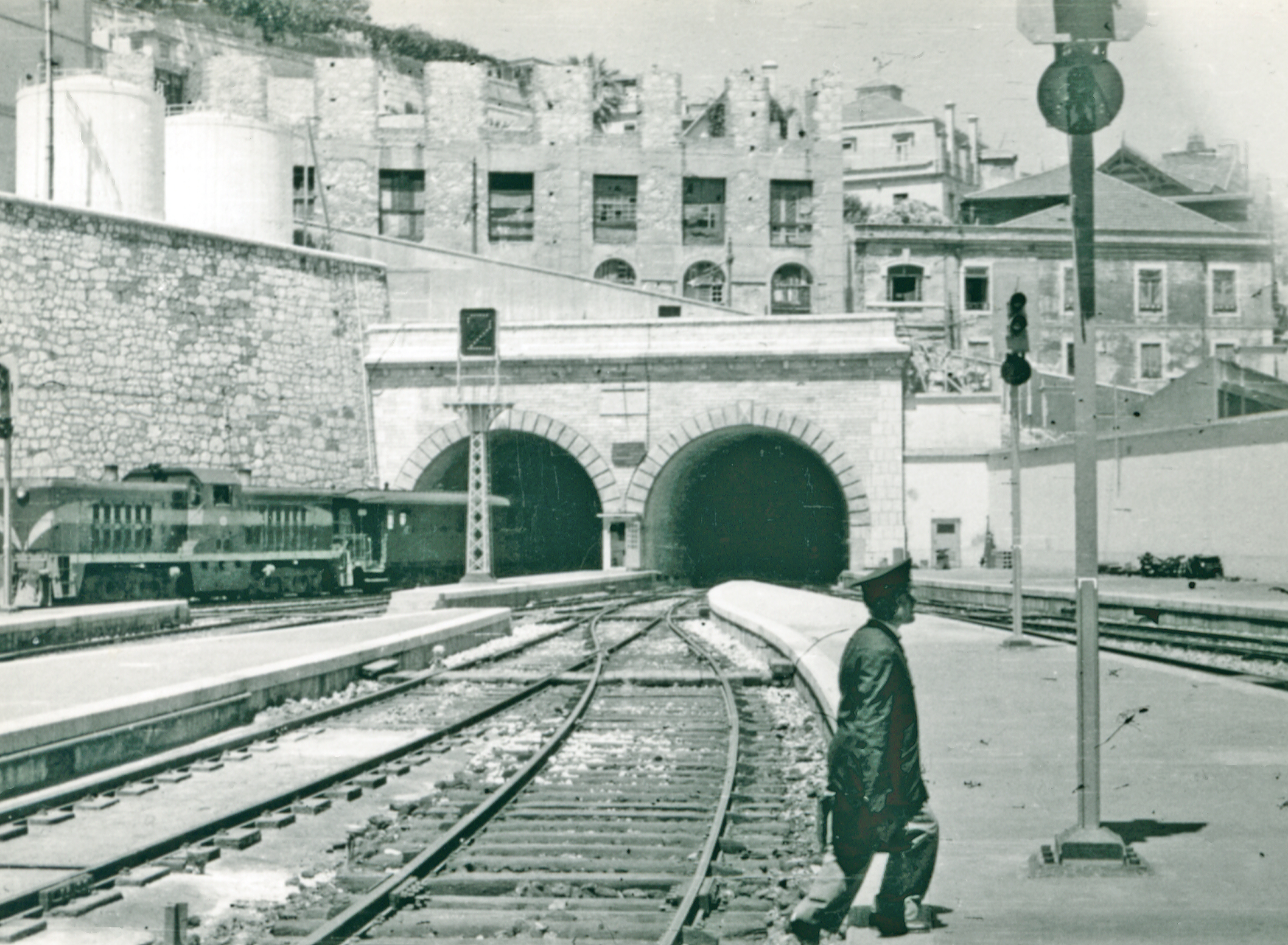
Estação do Rossio com a entrada do túnel ao fundo, em 1956.

#### Eletrificação
Na década de 1920, foi eletrificada a Linha de Cascais, processo que, apesar de alguns problemas na sua execução, trouxe grandes benefícios à exploração da linha, pelo que a Companhia dos Caminhos de Ferro Portugueses começou a ponderar o alargamento da tração elétrica a outras linhas. No entanto, este objetivo era dificultado pela ainda incipiente rede nacional de distribuição elétrica, e pelo fraco movimento dos comboios na maior parte das linhas, que pouco compensaria o elevadíssimo custo da eletrificação. A Gazeta dos Caminhos de Ferro de 1 de Julho de 1926 noticiou que a Companhia dos Caminhos de Ferro Portugueses já tinha iniciado o concurso para a eletrificação das linhas de Sintra e de Cintura, junto de várias empresas estrangeiras. Nessa altura, previa-se que as linhas já estariam adaptadas a tração elétrica dentro de três ou quatro anos. O Decreto n.º 12.559, publicado no Diário da República de 27 de Outubro de 1926, sobre o aproveitamento da eletricidade gerada por barragens hidráulicas, ordenou que fossem elaborados estudos sobre a aplicação da tração elétrica em vários caminhos de ferro, incluindo a Linha de Sintra. Num artigo na Gazeta dos Caminhos de Ferro de 16 de Dezembro de 1934, opinou-se que por enquanto seria impossível eletrificar a linha, devido aos custos envolvidos, aconselhando em vez disso o uso de automotoras, mais leves e rápidas do que os comboios comuns, permitindo uma maior intensidade de tráfego, que iria facilitar o desenvolvimento urbano na zona ao longo da linha de Sintra, especialmente entre a Amadora e o Cacém.
Após o final da Segunda Guerra Mundial, iniciou-se um programa de investimentos no transporte ferroviário, que procurava, entre outros objetivos, reduzir a dependência da tração a vapor. Assim, no I Plano de Fomento estava planeada a eletrificação da Linha de Sintra e de parte da Linha do Norte, o que serviu igualmente como um dos justificativos para a implementação de um sistema de centrais hidroelétricas, do Plano Ferreira Dias. A tensão escolhida foi de 25 kV 50 Hz, sistema que tinha sido já alvo de várias experiências em França, onde se provou mais vantajoso do que o sistema de corrente contínua, e que posteriormente seria adotado como padrão na rede portuguesa, exceto na Linha de Cascais.
Em 6 de Abril de 1955, foi assinado o contrato de eletrificação desta Linha, junto com o troço entre Lisboa e Carregado da Linha do Norte, pelo presidente da Companhia dos Caminhos de Ferro Portugueses, Mário Melo de Oliveira e Costa, e pelos engenheiros Ludwing, Denavarre, Levyrraz e Ângelo Fortes, em nome das empresas fornecedoras. Este documento previa a entrega de 15 locomotivas, 25 automotoras eléctricas para suburbanos, o apetrechamento e montagem de duas estações de transformação, das catenárias e da sinalização elétrica, a cargo do Groupment d'Étude et d'Electrification de Chemins de Fer en Monofasé 50 Hz, e o apetrechamento e instalação dos equipamentos de telecomunicações.
A eletrificação da Linha de Sintra e do troço entre Lisboa e Carregado foi inaugurada oficialmente em 28 de Abril de 1956, tendo a cerimónia sido integrada nas comemorações do centenário dos caminhos de ferro em Portugal Em 28 de Abril do ano seguinte, entraram ao serviço as primeiras automotoras elétricas da Linha de Sintra, da Série 2000.
No entanto, ambos os projetos sofreram com um planeamento deficiente, o que resultou numa execução precipitada, e que impediu que se tomasse o melhor partido do novo tipo de tração utilizado; com efeito, não se aproveitou para corrigir os traçados, então já com mais de meio século de existência, o que se tornou praticamente impossível após a instalação das infraestruturas elétricas, e porque a expansão urbana da década de 1950 foi ocupando terrenos que antes estavam livres, o que limitou o espaço disponível para correções futuras. Além disso, também não se renovou a via antes de eletrificar, o que se revelou problemático alguns anos depois, quando se tornou absolutamente necessário efetuar obras de remodelação; com efeito, devido à presença dos equipamentos elétricos, as obras foram muito mais complicadas e lentas, o que provocou vários distúrbios na circulação ferroviária, com quebras na regularidade e qualidade dos serviços, o que afastou alguns dos clientes mais exigentes. Por outro lado, também se geraram problemas na segurança, especialmente conflitos de sinalização, que, junto com as reduzidas margens de segurança dos trabalhadores e predominância de operações manuais, provocaram um elevado número de acidentes. Enquanto duraram as obras, as linhas também apresentavam enormes disparidades, com material circulante, infraestruturas de via, sinalização e comunicações novas ao lado de antigas.
Em 1956, a Linha obteve um quadro de exploração superior ao previsto, com mais de 10 milhões de passageiros, que cresceram para cerca de 24 milhões em 1960. As taxas médias de crescimento revelaram a existência de ciclos de incremento exponencial, no qual os investimentos causavam um aumento na oferta, que era depressa alcançada pela procura, provocando a necessidade de mais investimentos; a velocidade com que a procura atingia o valor da oferta disponível tornou-se cada vez mais elevada, reduzindo a dimensão temporal dos ciclos. Assim, depressa a Linha se deparou com uma procura insustentável, fruto do rápido e inesperado crescimento habitacional na região de Lisboa.

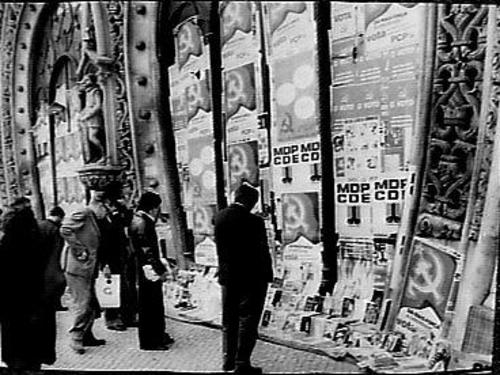
Cartazes eleitorais na fachada da gare do Rossio, em 1975

#### Décadas de 1960 e 1970
Em 20 de Dezembro de 1965, dois comboios colidiram na Linha de Sintra, provocando 22 mortos e 17 feridos.
Em 16 de Agosto de 1968, a Gazeta dos Caminhos de Ferro noticiou que a Companhia dos Caminhos de Ferro Portugueses estava a preparar um contrato para a renovação integral de várias vias férreas em Portugal, incluindo a Linha de Sintra, e que esta obra deveria ser feita por um consórcio formado pelas empresas nacionais SOMAFEL e Somapre, e pelas casas francesas A. Borie e A. Dehé.
Em 1974, foi autorizada a vinda de um comboio da empresa Speno, para corrigir o desgaste ondulatório dos carris na Linha de Sintra.
Na manhã do dia 25 de Abril de 1974, na sequência do movimento revolucionário, os comboios na Linha de Sintra não circularam até à estação do Rossio, ficando parados nas estações ao longo do percurso.
Em 1977, foi adotado o esquema de classe única em várias linhas suburbanas de Lisboa, incluindo a de Sintra, e, em 1986, a operadora Caminhos de Ferro Portugueses contratou, com as empresas Sistel e Alsthom, a instalação do sistema de controlo automático de velocidade Convel nos comboios desta Linha, prevendo-se, nessa altura, que este equipamento iria entrar ao serviço em 1993.

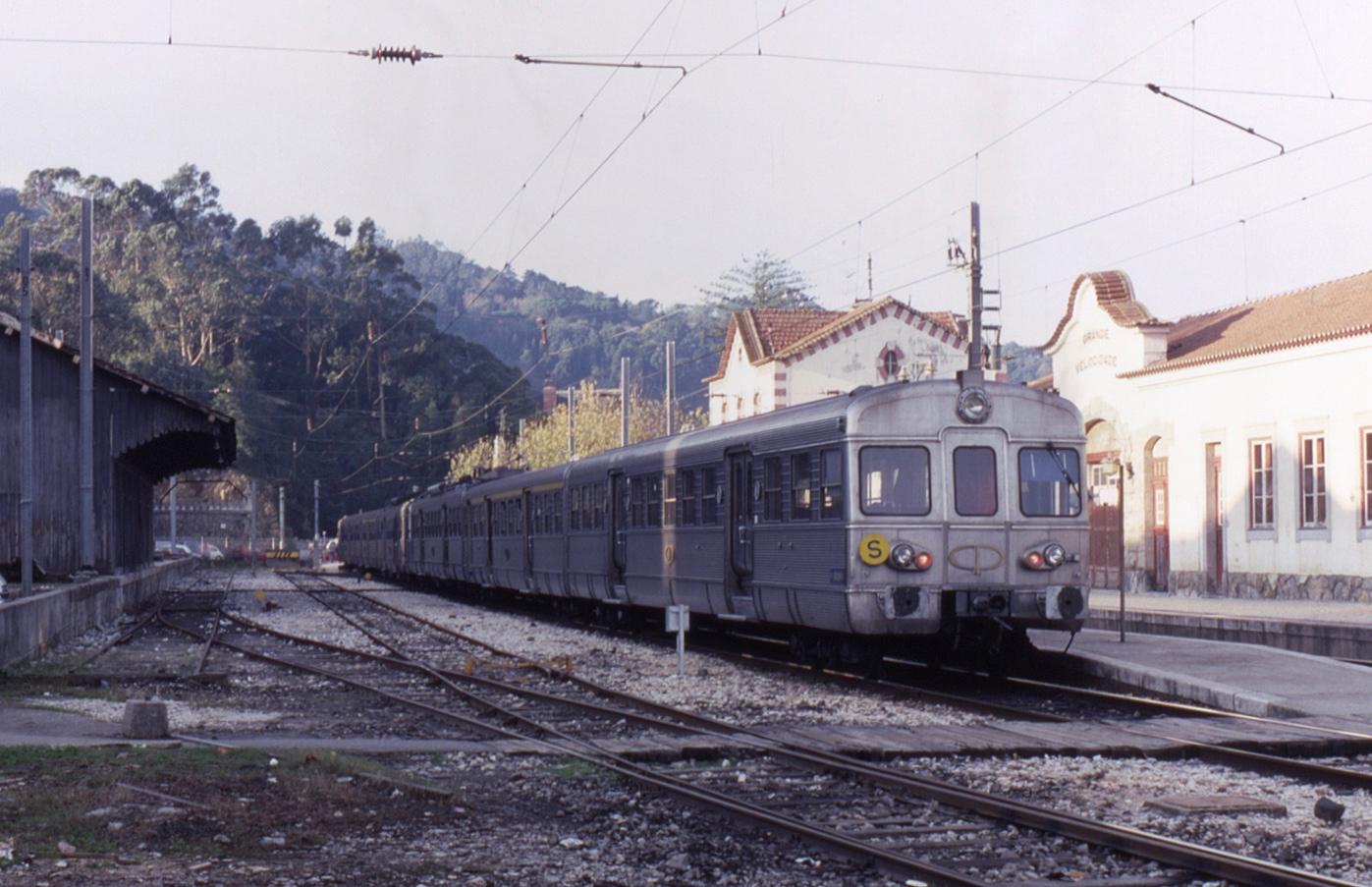
Automotora na estação de Sintra, em 30 de Novembro de 1990

#### Década de 1990
Na década de 1990, a empresa Caminhos de Ferro Portugueses lançou um programa de modernização das linhas suburbanas de Lisboa, tendo a principal obra sido a construção de uma linha entre as margens Norte e Sul do Tejo, utilizando o tabuleiro inferior da Ponte 25 de Abril. Este novo corredor ferroviário ligava-se, na margem Norte, às linhas de Sintra e Azambuja, às carreiras da operadora Carris e ao Metropolitano de Lisboa. Este programa inseriu-se num conjunto de investimentos do governo para melhorar as suas redes de transporte público, cujo aumento no número de utilizadores era muito inferior ao desenvolvimento da população residente, incluindo no concelho de Sintra, e combater o crescimento do uso do transporte individual. Com efeito, o número de passageiros nas linhas suburbanas de Lisboa em 1998 foi de cerca de 130 milhões de passageiros, um crescimento de 3% em relação a 1997, embora este valor ainda estivesse longe dos 141,6 milhões de utentes que foram transportados em 1990. Esta melhoria de 1997 para 1998 deveu-se em grande parte às melhorias que a operadora introduziu nos serviços, especialmente na Linha de Sintra. Esta tendência para um maior uso dos automóveis em detrimento do transporte público foi em grande parte explicada pela política de investimentos nos transportes do governo ao longo da década de 1990, que deu uma maior prioridade à construção de redes de estradas em relação a outros meios de transporte, especialmente o ferroviário, onde por exemplo o programa de modernização da Linha de Sintra atrasou-se indefinidamente.
Ainda assim, ao longo da década foram feitas vários investimentos na Linha de Sintra, que era um dos principais eixos suburbanos de Lisboa. Em 1990, foi assinado um contrato para a compra de 42 automotoras, destinadas aos serviços na linha. Em Junho de 1991, a operadora Caminhos de Ferro Portugueses já tinha entregue, a um consórcio entre a Siemens e a empresa Sociedades Reunidas de Fabricações Metálicas, um contrato para o fabrico de mais material circulante para a Linha de Sintra, estando prevista a sua entrega em meados de 1992. Esta encomenda circunscreveu-se num processo de beneficiação da Linha, no âmbito de um plano de modernização, que já se tinha iniciado em 1993, e cujo término estava previsto para 1997. Além do material circulante, com a introdução das automotoras da Série 2300, este empreendimento também se debruçou sobre as infraestruturas ferroviárias, como a quadruplicação da via entre as estações de Campolide e Agualva-Cacém, introdução de novos sistemas de sinalização e de Controlo Automático de Velocidade, obras de remodelação nas Estações de Rossio, Amadora e Sintra, e a eliminação de uma passagem de nível.

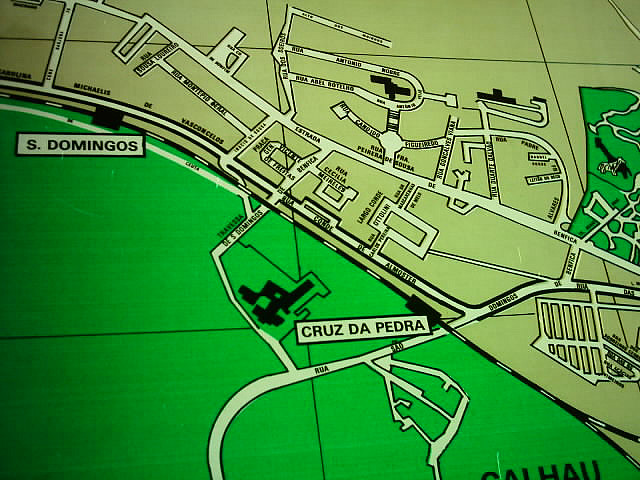
Apeadeiros da Cruz da Pedra e S. D. Benfica, ainda em mapa C.M.L. de 1985.

As sucessivas obras levaram ao encerramento de algumas estações e apeadeiros, como os da Cruz da Pedra e de São Domingos de Benfica, fechados no final da Década de 1990.
Em 28 de Maio de 1991, acontece uma nova colisão entre comboios na Linha de Sintra, junto ao Apeadeiro de Cruz da Pedra, resultando em dois mortos e 350 feridos.
Em 1993, esta linha foi percorrida pelo presidente da república, Mário Soares, no âmbito da Presidência Aberta. Nesse ano, a Linha de Sintra possuía um dos maiores índices de ocupação entre as ligações ferroviárias europeias, com cerca de 67 milhões de passageiros por ano.
Em 17 de Maio de 1997, celebraram-se os 40 anos da eletrificação desta Linha, tendo sido realizado um serviço especial até Sintra, efetuado por uma composição formada por uma locomotiva da Série 2500 e várias carruagens Schindler; a locomotiva foi substituída, na estação de Agualva-Cacém, pela locomotiva número 14, a tração a vapor, que continuou a viagem até Sintra. Após uma visita aos Elétricos da Praia das Maçãs, o regresso até à Estação Ferroviária de Lisboa-Santa Apolónia foi efetuado numa composição tracionada pela locomotiva a vapor 0187. A comitiva incluiu o então Presidente da República Portuguesa, Jorge Sampaio, e o Presidente da Câmara Municipal de Sintra. Em 29 de Julho de 1999, foi inaugurado o Eixo Norte - Sul, com ligação à Linha de Sintra.
Dois meses mais tarde, em 28 de Setembro de 1999, foram terminadas as obras de quadruplicação de via entre Benfica e a Amadora.

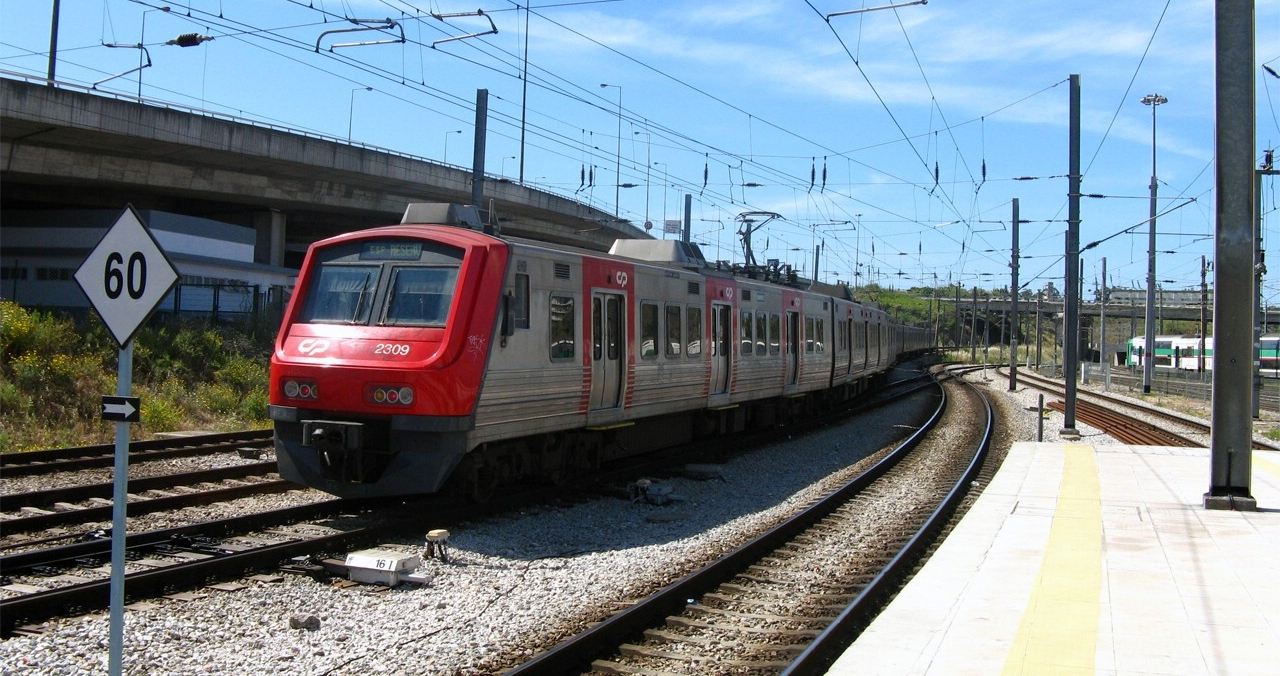
Automotora 2309, uma das primeiras da sua série, em 2009 (já com a segunda pintura), em Campolide.

### Século XXI
No século XXI, prosseguiu o alargamento desta empreitada a outros troços da Linha de Sintra, tendo como objetivo o aumento da sua capacidade. Em 19 de Maio de 2002, foram finalizadas as obras de quadruplicação de via entre a Amadora e Queluz-Massamá, estação que a partir desse dia se passou a designar por Monte Abraão. Nessa época, acreditava-se que a via estaria quadruplicada entre Monte Abraão e Agualva-Cacém até finais de 2005.
Em 2 de Janeiro de 2003, foram inaugurados dois túneis pedonais e uma avenida por baixo da via férrea, perto da estação de Queluz-Belas, o que permitiu ligar as duas metades da cidade de Queluz. Esta nova avenida substituiu uma antiga passagem-de-nível, cuja supressão há já muitos anos tinha dificultado o acesso automóvel entre as zonas a Norte e a Sul do caminho-de-ferro. Estas estruturas foram construídas pela REFER, em conjunto com a nova gare de Queluz-Belas, com a quadruplicação de via num lanço de aproximadamente 500 metros, e com a instalação de um viaduto de betão sobre o Rio Jamor, projeto originalmente adjudicado em 17,44 milhões de euros que acabou por custar perto de 24 milhões de euros, um aumento de 38%. Este viaduto de betão sobre o Rio Jamor substituiu uma barreira de terra que se tornava um obstáculo durante as cheias e que esteve na origem de várias inundações. Por baixo do viaduto foi criado um parque de estacionamento com 229 lugares. Os túneis e a avenida estavam praticamente concluídos desde Setembro de 2002, razão pela qual foram mesmo provisoriamente abertos durante o Dia Europeu sem Carros.
Em 18 de Maio de 2003, um avião antigo da Força Aérea Portuguesa despenhou-se junto à estação de lavagem de comboios de Algueirão, o que provocou a morte dos dois tripulantes.
| nome anterior     | nome novo         |
| ----------------- | ----------------- |
| Queluz-Massamá    | Monte Abraão      |
| Tercena-Barcarena | Massamá-Barcarena |
| Queluz-Belas      |                   |

Em 27 de Agosto de 2009, duas pessoas foram esfaqueadas durante um confronto entre dois grupos rivais, a bordo de um comboio na Linha de Sintra. Este incidente chamou a atenção para o avançado clima de insegurança que então se fazia sentir nesta linha, tanto a bordo dos comboios como nas estações, principalmente na de Queluz-Belas. Dois meses depois, em 28 de Outubro de 2009, registou-se um novo incidente na Linha de Sintra, quando um homem ameaçou um revisor com uma catana, na plataforma da estação de Rio de Mouro.

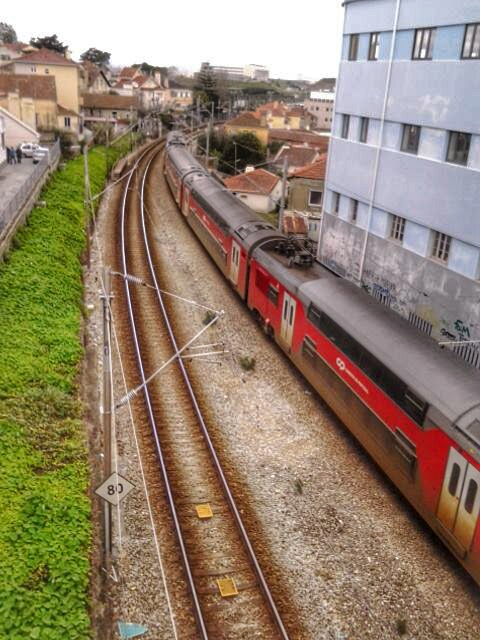
Automotora de duplo piso a chegar a Portela de Sintra, em 2014.

Em 23 de Maio de 2012, iniciou-se uma greve de três dias dos revisores e dos trabalhadores das bilheteiras de Lisboa da CP, o que reduziu consideravelmente o número de composições na Linha de Sintra e na Linha de Cascais. Os poucos comboios em serviço circularam sobrelotados e com atraso, o que suscitou críticas por parte dos passageiros.
Quatro meses mais tarde, em 24 de Setembro de 2012, foram terminadas as obras de quadruplicação de via entre Monte Abraão e Agualva-Cacém. Com a finalização desta empreitada, que quadruplicou integralmente a via entre Campolide e Agualva-Cacém, ficou enfim concluído o projeto de modernização da Linha de Sintra, encetado no começo da década de 1990. Inicialmente prevista para o final de 2012, a remodelação das estações de Massamá-Barcarena e de Agualva-Cacém foi apenas terminada em 6 de Maio de 2013.

## Leitura recomendada
- Do Rossio a Campolide: A Reabilitação de um Túnel e de uma Estação com História. Lisboa: Rede Ferroviária Nacional. 2008

- ANTUNES, J. A. Aranha;  et al. (2010). 1910-2010: o caminho de ferro em Portugal. Lisboa: CP-Comboios de Portugal e REFER - Rede Ferroviária Nacional. 233 páginas. ISBN 978-989-97035-0-6
- CERVEIRA, Augusto; CASTRO, Francisco Almeida e (2006). Material e tracção: os caminhos de ferro portugueses nos anos 1940-70. Col: Para a História do Caminho de Ferro em Portugal. Volume 5. Lisboa: CP-Comboios de Portugal. 270 páginas. ISBN 989-95182-0-4
- SALGUEIRO, Ângela (2008). A Companhia Real dos Caminhos de Ferro Portugueses: 1859-1891. Lisboa: Univ. Nova de Lisboa. 145 páginas
- VARANDA, Paulo Varanda (2001). Estação do Rossio. Col: Lisboa Porta a Porta. Volume 25. Lisboa: Câmara Municipal de Lisboa. 38 páginas. ISBN 972-8672-16-0
- VILLAS-BOAS, Alfredo Vieira Peixoto de (2010) [1905]. Caminhos de Ferro Portuguezes. Lisboa e Valladollid: Livraria Clássica Editora e Editorial Maxtor. 583 páginas. ISBN 8497618556